# Mistrzostwa Świata w Saneczkarstwie 2019
48. Mistrzostwa świata w saneczkarstwie 2019 odbyły się w dniach 25–27 stycznia w niemieckim Winterbergu. Rozegranych zostało siedem konkurencji: sprint jedynek kobiet, jedynki kobiet, sprint jedynek mężczyzn, jedynki mężczyzn, sprint dwójek mężczyzn, dwójki mężczyzn oraz zawody drużynowe.

## Terminarz
| Data             | Godzina                                   | Konkurencja               | Złoto                                                                             | Srebro                                                              | Brąz                                                                     |
| ---------------- | ----------------------------------------- | ------------------------- | --------------------------------------------------------------------------------- | ------------------------------------------------------------------- | ------------------------------------------------------------------------ |
| 25 stycznia 2017 | 14:35 CET                                 | Jedynki kobiet – sprint   | Natalie Geisenberger                                                              | Julia Taubitz                                                       | Dajana Eitberger                                                         |
| 25 stycznia 2017 | 15:30 CET                                 | Jedynki mężczyzn – sprint | Jonas Müller                                                                      | Felix Loch                                                          | Siemion Pawliczenko                                                      |
| 25 stycznia 2017 | 13:40 CET                                 | Dwójki mężczyzn – sprint  | Niemcy Toni Eggert · Sascha Benecken                                              | Niemcy Tobias Wendl · Tobias Arlt                                   | Austria Thomas Steu · Lorenz Koller                                      |
| 26 stycznia 2017 | 14:20 CET – 1. ślizg 16:10 CET – 2. ślizg | Jedynki kobiet            | Natalie Geisenberger                                                              | Julia Taubitz                                                       | Emily Sweeney                                                            |
| 27 stycznia 2017 | 11:05 CET – 1. ślizg 13:15 CET – 2. ślizg | Jedynki mężczyzn          | Felix Loch                                                                        | Reinhard Egger                                                      | Siemion Pawliczenko                                                      |
| 26 stycznia 2017 | 11:10 CET – 1. ślizg 12:40 CET – 2. ślizg | Dwójki mężczyzn           | Niemcy Toni Eggert · Sascha Benecken                                              | Niemcy Tobias Wendl · Tobias Arlt                                   | Austria Thomas Steu · Lorenz Koller                                      |
| 27 stycznia 2017 | 15:50 CET                                 | Drużynowe                 | Rosja Tatjana Iwanowa · Siemion Pawliczenko · Władisław Jużakow · Jurij Prochorow | Austria Hannah Prock · Reinhard Egger · Thomas Steu · Lorenz Koller | Niemcy Natalie Geisenberger · Felix Loch · Toni Eggert · Sascha Benecken |

## Wyniki

### Jedynki kobiet – sprint
| Medal | Zawodniczka          | Narodowość        | Czas   | Strata  |
| ----- | -------------------- | ----------------- | ------ | ------- |
|       | Natalie Geisenberger | Niemcy            | 38,628 | –       |
|       | Julia Taubitz        | Niemcy            | 38,635 | + 0,007 |
|       | Dajana Eitberger     | Niemcy            | 38,668 | + 0,040 |
| 4.    | Emily Sweeney        | Stany Zjednoczone | 38,747 | + 0,119 |
| 5.    | Tatjana Hüfner       | Niemcy            | 38,794 | + 0,166 |
| 6.    | Jekaterina Baturina  | Rosja             | 38,801 | + 0,173 |
| 7.    | Tatjana Iwanowa      | Rosja             | 38,819 | + 0,191 |
| 8.    | Summer Britcher      | Stany Zjednoczone | 38,896 | + 0,268 |
| 9.    | Elīza Cauce          | Łotwa             | 39,050 | + 0,422 |
| 10.   | Ulla Zirne           | Łotwa             | 39,065 | + 0,437 |

### Jedynki mężczyzn – sprint
| Medal | Zawodnik            | Narodowość | Czas   | Strata  |
| ----- | ------------------- | ---------- | ------ | ------- |
|       | Jonas Müller        | Austria    | 35,835 | –       |
|       | Felix Loch          | Niemcy     | 35,859 | + 0,024 |
|       | Siemion Pawliczenko | Rosja      | 35,889 | + 0,054 |
| 4.    | Johannes Ludwig     | Niemcy     | 35,914 | + 0,079 |
| 5.    | Kristers Aparjods   | Łotwa      | 35,954 | + 0,119 |
| 6.    | Reinhard Egger      | Austria    | 35,963 | + 0,128 |
| 7.    | Chris Eißler        | Niemcy     | 35,968 | + 0,133 |
| 8.    | Wolfgang Kindl      | Austria    | 35,988 | + 0,153 |
| 9.    | Kevin Fischnaller   | Włochy     | 35,992 | + 0,157 |
| 10.   | Stiepan Fiodorow    | Rosja      | 36,085 | + 0,250 |

### Dwójki mężczyzn – sprint
| Medal | Zawodnicy                             | Narodowość        | Czas   | Strata  |
| ----- | ------------------------------------- | ----------------- | ------ | ------- |
|       | Toni Eggert Sascha Benecken           | Niemcy            | 30,812 | –       |
|       | Tobias Wendl Tobias Arlt              | Niemcy            | 30,824 | + 0,012 |
|       | Thomas Steu Lorenz Koller             | Austria           | 30,829 | + 0,017 |
| 4.    | Andris Šics Juris Šics                | Łotwa             | 35,868 | + 0,056 |
| 5.    | Chris Mazdzer Jayson Terdiman         | Stany Zjednoczone | 30,895 | + 0,083 |
| 6.    | Wsewołod Kaszkin Konstantin Korszunow | Rosja             | 30,960 | + 0,148 |
| 7.    | Robin Geueke David Gamm               | Niemcy            | 30,979 | + 0,167 |
| 8.    | Ludwig Rieder Patrick Rastner         | Włochy            | 30,983 | + 0,171 |
| 9.    | Aleksandr Dienisjew Władisław Antonow | Rosja             | 30,989 | + 0,177 |
| 10.   | Wojciech Chmielewski Jakub Kowalewski | Polska            | 31,032 | + 0,220 |

### Jedynki kobiet
| Medal | Zawodniczka          | Narodowość        | 1. zjazd | 2. zjazd | Czas     | Strata  |
| ----- | -------------------- | ----------------- | -------- | -------- | -------- | ------- |
|       | Natalie Geisenberger | Niemcy            | 57,142   | 56,726   | 1:53,868 | –       |
|       | Julia Taubitz        | Niemcy            | 57,348   | 56,945   | 1:54,293 | + 0,425 |
|       | Emily Sweeney        | Stany Zjednoczone | 57,467   | 56,914   | 1:54,381 | + 0,513 |
| 4.    | Tatjana Iwanowa      | Rosja             | 57,492   | 56,932   | 1:54,424 | + 0,556 |
| 5.    | Summer Britcher      | Stany Zjednoczone | 57,408   | 57,029   | 1:54,437 | + 0,569 |
| 6.    | Ulla Zirne           | Łotwa             | 57,545   | 57,088   | 1:54,633 | + 0,765 |
| 7.    | Andrea Vötter        | Włochy            | 57,551   | 57,101   | 1:54,652 | + 0,784 |
| 8.    | Jekaterina Baturina  | Rosja             | 57,559   | 57,103   | 1:54,662 | + 0,794 |
| 9.    | Sandra Robatscher    | Włochy            | 57,657   | 57,016   | 1:54,673 | + 0,805 |
| 10.   | Tatjana Hüfner       | Niemcy            | 57,502   | 57,274   | 1:54,776 | + 0,908 |
|       |                      |                   |          |          |          |         |
| 25.   | Ewa Kuls-Kusyk       | Polska            | 58,539   | NQ       | 58,539   | –       |
| 26.   | Natalia Wojtuściszyn | Polska            | 58,572   | NQ       | 58,572   | –       |
| 27.   | Klaudia Domaradzka   | Polska            | 58,754   | NQ       | 58,754   | –       |

### Jedynki mężczyzn
| Medal | Zawodnik            | Narodowość        | 1. zjazd | 2. zjazd | Czas     | Strata  |
| ----- | ------------------- | ----------------- | -------- | -------- | -------- | ------- |
|       | Felix Loch          | Niemcy            | 52,063   | 52,187   | 1:44,250 | –       |
|       | Reinhard Egger      | Austria           | 52,176   | 52,174   | 1:44,350 | + 0,100 |
|       | Siemion Pawliczenko | Rosja             | 52,112   | 52,251   | 1:44,363 | + 0,113 |
| 4.    | Johannes Ludwig     | Niemcy            | 52,170   | 52,243   | 1:44,413 | + 0,163 |
| 5.    | Chris Eißler        | Niemcy            | 52,301   | 52,267   | 1:44,568 | + 0,318 |
| 6.    | Roman Riepiłow      | Rosja             | 52,208   | 52,369   | 1:44,577 | + 0,327 |
| 7.    | Dominik Fischnaller | Włochy            | 52,335   | 52,334   | 1:44,669 | + 0,419 |
| 8.    | Wolfgang Kindl      | Austria           | 52,498   | 52,233   | 1:44,731 | + 0,481 |
| 9.    | Tucker West         | Stany Zjednoczone | 52,303   | 52,536   | 1:44,839 | + 0,589 |
| 10.   | Kevin Fischnaller   | Włochy            | 52,143   | 52,697   | 1:44,840 | + 0,590 |
|       |                     |                   |          |          |          |         |
| 19.   | Mateusz Sochowicz   | Polska            | 52,817   | 52,491   | 1:45,308 | + 1,058 |
| 24.   | Maciej Kurowski     | Polska            | 53,124   | 52,689   | 1:45,813 | + 1,563 |

### Dwójki mężczyzn
| Medal | Zawodnicy                             | Narodowość | 1. zjazd | 2. zjazd | Czas     | Strata  |
| ----- | ------------------------------------- | ---------- | -------- | -------- | -------- | ------- |
|       | Toni Eggert Sascha Benecken           | Niemcy     | 43,643   | 43,613   | 1:27,256 | –       |
|       | Tobias Wendl Tobias Arlt              | Niemcy     | 43,604   | 43,730   | 1:27,334 | + 0,078 |
|       | Thomas Steu Lorenz Koller             | Austria    | 43,670   | 43,727   | 1:27,397 | + 0,141 |
| 4.    | Oskars Gudramovičs Pēteris Kalniņš    | Łotwa      | 43,768   | 43,650   | 1:27,418 | + 0,162 |
| 5.    | Andris Šics Juris Šics                | Łotwa      | 43,682   | 43,770   | 1:27,452 | + 0,196 |
| 6.    | Ludwig Rieder Patrick Rastner         | Włochy     | 43,796   | 43,756   | 1:27,552 | + 0,296 |
| 7.    | Władisław Jużakow Jurij Prochorow     | Rosja      | 43,834   | 43,774   | 1:27,617 | + 0,361 |
| 8.    | Wojciech Chmielewski Jakub Kowalewski | Polska     | 43,857   | 43,810   | 1:27,667 | + 0,411 |
| 9.    | Kristens Putins Imants Marcinkēvičs   | Łotwa      | 43,823   | 43,868   | 1:27,691 | + 0,435 |
| 10.   | Wsewołod Kaszkin Konstantin Korszunow | Rosja      | 43,938   | 43,780   | 1:27,718 | + 0,462 |

### Drużynowe
| Medal | Zawodnicy                                                                   | Narodowość        | Czas     | Strata  |
| ----- | --------------------------------------------------------------------------- | ----------------- | -------- | ------- |
|       | Tatjana Iwanowa Siemion Pawliczenko Władisław Jużakow Jurij Prochorow       | Rosja             | 2:24,116 | –       |
|       | Hannah Prock Reinhard Egger Thomas Steu Lorenz Koller                       | Austria           | 2:24,624 | + 0,508 |
|       | Natalie Geisenberger Felix Loch Toni Eggert Sascha Benecken                 | Niemcy            | 2:24,647 | + 0,531 |
| 4.    | Andrea Vötter Kevin Fischnaller Ludwig Rieder Patrick Rastner               | Włochy            | 2:24,809 | + 0,693 |
| 5.    | Kimberley McRae Reid Watts Tristan Walker Justin Snith                      | Kanada            | 2:24,875 | + 0,759 |
| 6.    | Emily Sweeney Jonathan Gustafson Chris Mazdzer Jayson Terdiman              | Stany Zjednoczone | 2:25,147 | + 1,031 |
| 7.    | Ewa Kuls-Kusyk Mateusz Sochowicz Wojciech Chmielewski Jakub Kowalewski      | Polska            | 2:25,948 | + 1,832 |
| 8.    | Raluca Strămăturaru Valentin Crețu Vasile Marian Gîtlan Flavius Ion Crăciun | Rumunia           | 2:26,125 | + 2,009 |

## Klasyfikacja medalowa
| Miejsce | Państwo           | złoto | srebro | brąz | Razem |
| ------- | ----------------- | ----- | ------ | ---- | ----- |
| 1.      | Niemcy            | 5     | 5      | 2    | 12    |
| 2.      | Austria           | 1     | 2      | 2    | 5     |
| 3.      | Rosja             | 1     | 0      | 2    | 3     |
| 4.      | Stany Zjednoczone | 0     | 0      | 1    | 1     |